# Jakami (hrad)
Hrad Jakami (japonsky: 八上城; Jagami-džó), nyní zřícenina, se nacházel na hoře Takaširó, známé též jako Tamba Fudži, v provincii Tamba, nynější prefektuře Hjógo. Byl vystaven klanem Hatano v pozdním období Muromači a zničen roku 1579 během kampaně Micuhideho Akeči proti Hideharuovi Hatano v rámci Nobunagova plánu na znovusjednocení Japonska.
Mimo jiné byl Jakami považován za jednu z nejlépe zkonstruovaných, co se obrany týče, staveb období Sengoku.